# لودفيش بيبرباخ
لودفيش بيبرباخ (بالألمانية: Ludwig Bieberbach) هو عالم رياضيات ألماني. درس في هايدلبرغ تحت فيليكس كلاين في غوتنغن، حصل على شهادة الدكتوراه في عام 1910. صاحب نظرية تشكيلي تلقائي، بدأ يعمل بريفتدوزنت في كونيغسبرغ في عام 1910 وكأستاذ في جامعة بازل في عام 1913. درس في جامعة فرانكفورت في عام 1915 و جامعة برلين في 1921-1945. Ludwig Bieberbach at the مشروع إحصاء علماء الرياضيات 

## مزيد من القراءة
- Cornwell، John (2003)، Hitler's Scientist: Science, War and the Devil's Pact، New York: دار بنجوين للنشر، ISBN:0-14-200480-4
- Mehrtens، Herbert (1987)، "Ludwig Bieberbach and "Deutsche Mathematik""، في Phillips، Esther R. (المحرر)، Studies in the history of mathematics، MAA Stud. Math.، Washington, DC: Math. Assoc. America، ج. 26، ص. 195–241، ISBN:978-0-88385-128-9، MR:0913104، مؤرشف من الأصل في 2020-01-25
- Segal، Sanford L. (2003)، "Chapter seven: Ludwig Bieberbach and Deutsche Mathematik"، Mathematicians under the Nazis، دار نشر جامعة برنستون، ص. 334–418، ISBN:978-0-691-00451-8، MR:1991149، مؤرشف من الأصل في 2017-03-29